# Рига
Рига (на латвийски: Rīga, МФА: [riːɡa]) е столицата на Латвия и главен търговски, културен, индустриален и финансов център на страната. Разположен е на двата бряга на река Даугава, точно където тя се влива в Балтийско море. Населението на града е 614 618 души (2021), приблизително равен брой от които са латвийци и руснаци. Рига е най-големият град в трите Балтийски държави и е третият по големина град, разположен на Балтийско море след Санкт Петербург и Стокхолм.

## История

### Създаване
Историята на Рига започва със заселването на финското племе ливи, които се установяват между устията на реките Даугава и Ридзене, която предполагаемо е носела името Риика (на фински: Riika). Ридзене образувала естествено пристанище познато като Рижкото езеро. Нито Ридзене, която е била приток на Даугава, нито езерото са оцелели до наши дни.
Създаването на Рига като градът, запазил се през последните 800 години, е станало с поетапното заселване на Латвия от немски търговци, мисионери и кръстоносци, които пристигат в района през втората половина на 12 век, привлечени от слабо заселената територия, възможността за развиване на нови пазари и с мисията да покръстят местното население. През 1158 немските търговци създават свой пункт за търговия с балтийските племена в близост до селището на ливите, разположено на територията на сегашна Рига. Около 1190 августинският монах Мейнард от Зегеберг издига първият манастир.
Епископ Алберт е първият Епископ на Ливония, провъзгласен от чичо си Хартвиг, архиепископ на Бремен и Хамбург през 1199. Две години по-късно Алберт начело с 23 кораба и 1500 въоръжени кръстоносни рицари акостира в Рига и обявява градът за своя епископия. През 1201 той създава Ливонския орден (по-късно част от Тевтонския орден) и обявява Рига за град с всичките му прилежащи права.

### Ханзата, Жечпосполита и Швеция
В най-ранната си история Рига служела като център на търговията с балтийските племена и Русия с останалия свят. През 1282 градът се присъединява към военно-търговския съюз Ханза, който фаворизира немските си членове, но провежда ограничителна политика спрямо другите в съюза, което му създава сериозна конкуренция. През 1298 жителите на Рига и Великият граф на Литва Витенис сключват спогодба, според която латвийски военни части ще бранят града от постоянните набези на Тевтонския орден. Споразумението трае до 1313.
Въпреки че с годините силите на Ханзата отслабват значително, най-вече поради политическите съюзи между Полша и Литва и между Швеция, Дания и Норвегия, съюзът успява да даде на Рига значителна икономическа и политическа стабилност. С отслабването на силата на Ханза, Рига се превръща в обект на желание от страна на силните си съседи, които имат планове за града. През 1522 Рига окончателно приема Реформацията, което слага край на управлението на архиепископите.
С унищожаването на Тевтонския орден през 1561 Рига става Свободен имперски град. Този статут запазва едва до 1581, когато градът е присъединен към Жечпосполита. През 1621 Рига е завладяна от шведския крал Густав II Адолф, който по това време активно участва в Тридесетгодишната война. По време на Руско-шведската война (1656 – 1658) градът устоява на руската обсада. След края на военните действия Рига запазва значителната си автономия и множество привилегии и продължава да бъде вторият най-голям град под шведски контрол. Спокойствието в Рига се запазва до 1710, когато руснаците повторно го атакуват, този път водени от Петър I.

### Руската империя
След подписването на Нищадския договор през 1721, който преразпределя зоните на влияние на Швеция и Русия, скандинавската държава губи лидерската си позиция в Балтийския регион. Русия се възползва от новото статукво и бързо се налага като новата най-голяма Северна сила. Рига е анексиран от Руската империя, която го превръща в един основните си индустриализирани пристанища. Градът остава под руско управление до избухването на Първата световна война през 1914.
Честата смяна на властта и множеството войни в Балтийския регион по никакъв начин не успяват да разклатят позициите на балтийските немци като водещата сила в района и те запазват съществен контрол върху администрацията, търговията и производството на Рига. Влиянието на немците достига дотам, че немският език е обявен за лингва франка и запазва това си статукво до 1891, когато със закон руският език става единственият официален език в балтийските губернии.
През втората половина на 19 век броят на латвийците постепенно нараства и през 1897 45% от общото население на града са латвийци спрямо едва 23,6% през 1867. Същевременно едва 23,8% от жителите са немци спрямо 42,9% през 1867. През 1868 е създадена Латвийската рижка асоциация, която поставя началото на Латвийското национално Възраждане. От своя страна рижката буржоазия започва да се формира благодарение на замогването на латвийската средна класа, която има широк достъп до всички сфери на живота. По време на динамичната индустриализация на града възниква националистическото движение „Млади латвийци“, а след него социалистическото – „Ново течение“. Социалното осъзнаване и динамичното политическо развитие на латвийците в началото на 20 век позволяват Рига да се включи в Руската революция от 1905. Начело на латвийските брожения е Латвийската работническа социалдемократична партия.

### Столица (1918 – 1940)
Отзвукът от Първата световна война и последиците от Болшевишката революция не закъсняват и в Рига. През 1917 немската армия победоносно влиза в града. На следващата година е подписан Брест-Литовският мирен договор, който дава на Германия значителен контрол в балтийския регион. На 11 ноември 1918 е подписано Компиенското примирие, според което Германия излиза от войната и се отказва от придобивките си в Балтика.
След общо 717 години под чуждо управление Латвия със столица Рига обявява независимост на 18 ноември 1918 година.

### Нови окупации
През 1940 Съветският съюз първоначално окупира, а след това изцяло анексира латвийската държава, с което официално я въвлича във Втората световна война. Хиляди латвийци са арестувани, измъчвани, екзекутирани или депортирани в трудови лагери в Сибир. Сходна съдба имат мнозина латвийски граждани по време на последвалата нацистка окупация в периода 1941 – 1944. По настояване на Адолф Хитлер всички балтийски немци са изселени насилствено и депортирани в Германия. Евреите живеещи в Рига са изолирани в гето, разположено в сегашния микрорайон Маскавас форщате. Скоро след това всички евреи са изпратени в концентрационните лагери Кайзервалд (сега рижкия квартал Межапаркс) и Куртенхоф (в град Саласпилс), където намират смъртта си.
Краят на войната връща Латвия обратно в ръцете на Съветския съюз, който активно провежда политика на терор спрямо латвийската нация. Мнозина рижци са заточени в Сибир по обвинения, че са сътрудничели на нацистките окупатори. Хиляди умират в съветските трудови лагери, а мнозина напускат страната, за да не се завърнат в нея никога повече. Войната и последвалите репресии стопяват населението на Рига с 1/3, а имиграционната политика и смели планове за индустриализация провеждани от Съюза коренно променят етническия облик на града. Строят се множество нови жилищни комплекси като Пурвциемс, Золитуде и Зиепниекалнс, които са предназначени за хилядите имигранти, пристигащи от други съветски републики. През 1975 етническите латвийци в Рига са едва 40% от населението на града.

### Столица на отново независима Латвия
На 4 май 1990 Латвия обявява своята независимост след 45 години съветска окупация. На 6 септември 1991 Русия признава независимостта на балтийската държава и Рига официално отново става столица на независима Латвийска република.
Всички спомени от комунизма в Рига под формата на имена са заличени след масово преименуване на улици и обществени сгради, а всички паметници на социализма – премахнати. В Латвия е приет нов закон, който лишава от гражданство всички, които не считат себе си за латвийци. Това оставя десетки хиляди без паспорти и мнозина напускат страната под натиска на растящия национализъм и про-латвийската политическа обстановска наложена в страната. Хиляди руснаци, украинци, беларуси и поляци напускат Рига, което предизвиква съшествени промени в етническия облик на града. Почти две десетилетия след обявяването на независимост руснаците успяват да запазят позицията си на мнозинство в латвийската столица, а руският език продължава да бъде най-говореният.
През 2001 година Рига отпразнува 800 си рожден ден.
Динамичното икономическо развитие, големият брой чуждестранни инвестиции, множеството нови строителни начинания и про-европейската политика на Латвия позволяват на Рига активно да се развива. Той е най-големият град в Балтика, един от трите най-важни в Балтийския регион редом с Талин и Вилнюс, и един от четирите най-важни градове в района на Балтийско море, заедно със Стокхолм, Санкт Петербург и Хелзинки.

## География
Рига е разположена на южния бряг на Рижкия залив, част от Балтийско море. Градът е разположен в приморската равнина Ригава. Рига е разположен на двата бряга на река Даугава, на около 10 km от мястото, където реката се влива в Рижкия залив. По-голямата част от релефа на областта представлява песъчинна равнина, разположена на 1 – 10 m надморска височина. В района на град Рига има две големи езера: Кишезерс, намиращо се в микрорайон Межапаркс и Югла, разположено в микрорайон Югла. Градът се дели на 6 административни района, като районите Централен и Земгале, и предградията Латгале и Видземе са разположение на десния бряг на Даугава, а район Курземе и предградие Земгале на левия бряг на реката.

### Климат
Климатът в Рига е силно повлиян от непосредствената близост на града до морето; затова той е сравнително мек и влажен. Летата са сравнително студени и облачни (средната юлска температура е +16,9 C, а нивото на валежи 85 mm). Зимите са меки с чести затопляния (средната януарска температура е −4,7, като около 10 дена от месеца има затопляне). Снежната покривка се формира през средата на декември и остава до средата на март. Около 145 дена или 40% от цялата година времето в Рига е облачно. Средното годишно ниво на валежите е 700 – 720 mm.
- Средногодишна температура – +6,2 C
- Средногодишна скорост на вятъра – 4 m/s
- Средногодишна влажност на въздуха – 79%

|                                           | Яну   | Фев   | Мар   | Апр   | Май  | Юни  | Юли  | Авг  | Сеп  | Окт  | Ное   | Дек   | Година |
| ----------------------------------------- | ----- | ----- | ----- | ----- | ---- | ---- | ---- | ---- | ---- | ---- | ----- | ----- | ------ |
| Най-висока температура (°C)               | 10.2  | 13.5  | 20.5  | 27.9  | 30.1 | 32.5 | 34.1 | 33.6 | 29.3 | 23.4 | 17.2  | 11.5  | 34.1   |
| Средна максимална дневна температура (°C) | -1.9  | -1.5  | 2.8   | 9.8   | 16.3 | 20.2 | 21.7 | 21.0 | 16.4 | 10.5 | 4.1   | 0.4   | 10.0   |
| Средна минимална дневна температура (°C)  | -7.3  | -7.3  | -4.3  | 1.1   | 6.0  | 10.1 | 12.3 | 11.9 | 8.1  | 4.1  | -0.3  | -4.3  | 2.5    |
| Най-ниска температура (°C)                | -33.7 | -34.9 | -23.3 | -11.4 | -5.3 | -1.2 | 4.0  | 0.0  | -4.1 | -8.7 | -19.0 | -31.9 | -34.9  |
| Валежи (mm)                               | 33    | 25    | 31    | 39    | 43   | 61   | 79   | 79   | 76   | 60   | 61    | 49    | 636    |
| Брой на дните с валежи                    | 10    | 7     | 11    | 13    | 12   | 12   | 14   | 14   | 16   | 17   | 18    | 13    | 158    |
| Източници:                                |       |       |       |       |      |      |      |      |      |      |       |       |        |

## Икономика
През последните години бизнесът и туризмът в Рига процъфтяват благодарение на подобрението на инфраструктурата на града. Повечето туристи пристигат в Рига със самолет. През 2001 „Международно летище Рига“, което е и най-голямото в Балтийския регион, е обновено и модернизирано по случай 800 години от създаването на Рига. В близкото бъдеще се очаква градът да претърпи значителни цялостни промени благодарение на множеството инвестиции в строителството. През есента на 2007 година е дадено начало на строенето на нова забележителност в града Латвийска национална библиотека, която трябва да започне да функционира през 2010.
Кметството в Рига обсъжда развитието на централните райони, разположение на левия бряг на река Даугава. Вече е дадено начало на строителството на 3 нови сгради в район Кипсала – комплексът Да Винчи и близнаците Зи-Тауърс. В процес на дискусии е разрешаването на още няколко мащабни строителни проекта в същия район.
В Рига са разположени повечето финансови институции в Латвия, включително и Латвийската банка, централната банка в страната. Международният стокообмен минаващ през Рига се е повишил значително през последните няколко години, получавайки нов силен тласък на 1 май 2004, когато Латвия официално става член на Европейския съюз. Рига отговаря за около 50% от общата продукция на страната, поставяйки тежест на финансовия сектор, публичните услуги, хранително-вкусовата промишленост, фармацевтиката, дървообработката, книгоиздаването и печатането, текстилната и мебелна индустрии, както и производството на транспортни средства и съоръжения. Повече от половината латвийски компании са регистрирани на територията на Рига.
Пристанището в Рига е важен товарително-разтоварителен център. Рижкият порт е най-благоприятното балтийско пристанище, позволявайки постоянното му използване през всяко време на годината. До няколко години се очаква то да се разрастне благодарение на подобряващите условия и повишаването на стокообмена с бившите съветски републики и Китай.

## Транспорт
Рига е важен транспортен център не само в Латвия, но и в целия Балтийски регион, разполагайки с летище, железопътна гара, автогара и важно пристанище.
В Рига има едно летище „Международно летище Рига“ (на латвийски: Starptautiskā lidosta „Rīga“), което е пряк наследник на двете авиобази Румбула и Спилве, използвани по време на Студената война. Рижкото летище е най-голямото в Балтийския регион, а въздушният му трафик се е удвоил за периода 1993 – 2004. През 2007 летището е обслужило общо 3 160 954 пътници, свързвайки пряко 60 дестинации в 30 различни държави.
Столичният град е най-голямото пристанище в Латвия и третият най-голям пристанищен град разположен на Балтийско море след Санкт Петербург и Стокхолм. Рижкото пристанище извърша товарително-разтоварителна и пътнико-превозна дейности. Фериботи свързват града със Стокхолм, Кил и Любек.
Общественият транспорт в града се управлява от държавната транспортна компания Ригас Сатиксме (на латвийски: Rīgas Satiksme), която отговаря за множеството трамвай, автобуси и тролейбуси обслужващи многобройните линии в столицата. Освен градски транспорт съществува и алтернативата на минибуси, които са собственост на частници. Рига се обслужва от 55 автобусни линии, 20 тролейбусни линии и 9 трамвайни линии, по които се движат 478 автобуса, 346 тролейбуса и 252 трамвая.
Рига е най-голямата железопътна гара в Латвия. В града е разположена централата на националната железопътна компания „Пасажиеру Вилциенс“ (на латвийски: Pasažieru Vilciens), която е единствената действаща на територията на страната. Освен националните железопътни линии, които се облсужват, „Пасажиеру Вилциенс“ поддържа и международните линии с Русия, Естония и Литва.

## Население
| Година | Население |
| ------ | --------- |
| 1767   | 19 500    |
| 1800   | 29 500    |
| 1840   | 60 000    |
| 1867   | 102,600   |
| 1881   | 169,300   |
| 1897   | 282,200   |
| 1913   | 517,500   |
| 1920   | 185,100   |
| 1930   | 377,900   |
| 1940   | 353,800   |

| Година | Население |
| ------ | --------- |
| 1941   | 335,200   |
| 1945   | 228,200   |
| 1950   | 482,300   |
| 1955   | 566,900   |
| 1959   | 580,400   |
| 1965   | 665,200   |
| 1970   | 731,800   |
| 1975   | 795,600   |
| 1979   | 835,500   |
| 1987   | 900,300   |

| Година | Население |
| ------ | --------- |
| 1990   | 909,135   |
| 1991   | 900,455   |
| 1992   | 889,741   |
| 1993   | 863,657   |
| 1994   | 843,552   |
| 1995   | 824,988   |
| 1996   | 810,172   |
| 1997   | 797,947   |
| 1998   | 786,612   |
| 1999   | 776,008   |

| Година | Население |
| ------ | --------- |
| 2000   | 764,329   |
| 2001   | 756,627   |
| 2002   | 747,157   |
| 2003   | 739,232   |
| 2004   | 735,241   |
| 2005   | 731,762   |
| 2006   | 727,578   |
| 2007   | 722,485   |
| 2008   | 717,371   |
| 2009   | 715,978   |
| 2010   | 709,145   |

С общо население от 722,485 души Рига е най-големият град в Балтийските държави, въпреки че населението му значително е намаляло от 1991 година насам. Основни причини за постоянното намаляване на населението са емиграцията и ниското ниво на раждаемост. През 2050 се очаква населението на Рига да намалее наполовина. Според официални данни от 2007 латвийците съставляват 42,3% от всички живеещи в Рига. Руснаците в столичния град са 42,1%, беларусите 4,4%, украинците 3,9%, поляците 2,0%, а 4,3% от жителите на града са с друга етническа принадлежност. Сравнение може да се направи с етническата структура на Латвия от 2006 година, когато население е било съставено от 59% етнически латвийци, 28,5% руснаци, 3,8% беларуси, 2,5% украинци, 2,4% поляци, a 3,8% са посочили друга етническа принадлежност.
С възстановяването на независимостта на Латвия през 1991 г., имигрантите пристигнали в Латвия по време на съветския период и техните деца, родени преди 1991, не получават автоматично латвийско гражданство. Много от жителите на страната, които не желаят да получат латвийско гражданство или по други причини не го получават, напускат Латвия, което води до спад както в населението на държавата, така и в значителен спад на живеещите в Рига. Основният резултат от репатрацията на някои съветски имигранти е повишаване процентът на латвийци в столичния град от 36,5% през 1989 на 42,3% през 2007. Същевременно процентът на руснаци е спаднал от 47,3% на 42,1% за същия период. През 2006 латвийците стават най-голямата етническа група в Рига, минавайки с 0,1% руската общност.

## Административни единици
Град Рига се състои от 6 административни региона както следва:
- район Курземе (134,817 души)
- предградие Латгале (197,166 души)
- предградие Видземе (173,124 души)
- предградие Земгале (106,068 души)
- Централен район (26 466 души)
- Северен район (81 972)

Въпреки това административно делене на града, жителите му предпочитат да го разделят на квартали (микро райони). Изключвайки центъра в почти всички останали части от града има множество жилищни постройки. Кварталите са както следва:
| Карта          | Квартали |
| -------------- | --- |
| Райони на Рига | 1. Булциемс 2. Даугавгрива 3. Клейсти 4. Болдерая 5. Спилве 6. Илгуциемс 7. Иманта 8. Засулаукс 9. Кипсала 10. Золитуде 11. Плескодале 12. Агенскалнс 13. Биерини 14. Торнакалнс 15. Закусала 16. Зиепниекалнс 17. Катлакалнс 18. Мангалсала 19. Вецаки 20. Трисциемс 21. Вецмилгравис 22. Яунциемс 23. Яунмилгравис 24. Оста 25. Межапаркс 26. Букулти 27. Саркандаугава 28. Чиекуркалнс 29. Югла 30. Берги 31. Петерсала 32. Старият град 33. Булвару локс 34. Център 35. Теика 36. Межциемс 37. Брекши 38. Гризинкалнс 39. Пурвциемс 40. Дреилини 41. Маскавас форщате 42. Дарзциемс 43. Плявниеки 44. Кенгарагс 45. Шкиротава 46. Румбула 47. Даржини |

В повечето названия на микрорайоните са използвани следните пълнозначни думи: вец (на латвийски: vecs) – стар, калнс (на латвийски: kalns) – хълм, циемс (на латвийски: ciems) – село, сала (на латвийски: sala) – остров и меж (на латвийски: mežs) – гора.

## Политика
Изборът за общински съвет става с тайно гласуване на гражданите на града на всеки 4 години. Прието е общинските избори в цяла Латвия да се провеждат през втората събота на март месец. Броят на членовете на съвета се определя по закон, който регулира числеността им правопропорционално на населението на дадено населено място. Рига спада в последната графа: с население над 50 000 жители и задължителен минимум от 15 члена.
Общинският съвет на град Рига (на латвийски: Rīgas pilsētas izpildvara) има 60 члена. Изборите на общинско равнище се обявяват от Централната избирателна комисия минимум 3 месеца преди действителните избори. На общинските изборите имат право да се явят всички лица, които са:
- жители на Латвия
- жители на Европейския съюз, но не и на Латвия, но са се регистрирали в Регистъра за населението
- са навършили 18 години в деня на изборите и са включени в избирателните списъци

Изборите се провеждат и съблюдават от Централната избирателна комисия по установените избирателни закони.
Председателят на Общинския съвет на Рига, с други думи кметът на Рига, се избира от общинските съветници, а не от жителите на града. По същият начин се избират и заместник-кметовете на столичния град.
От 19 февруари 2007 кмет на Рига е Янис Биркс (Jānis Birks), а негови заместници са Андрис Аргалис (Andris Ārgalis), Янис Диневичс (Jānis Dinevičs) и Алмерс Лудвикс (Almers Ludviks).

## Образование и наука
Рига е известен и като образователно средище и основен център на научната дейност в Латвия. В града е разположена Латвийската академия на науките, както и множество държавни и чуждестранни изследователски институции. Столичният град е известен с множеството си висши учебни заведения, в които са обучават повече от 60 000 студенти на латвийски, руски и английски език. Много от университетите имат освен образователна, така и изследователска функция.
В Рига има повече от 60 гимнази, предлагащи обучеие както на официалния латвийски език, така и на руски език (най-вече в кварталите с основно руско население). В града се намират и най-големите и важни висши учебни заведения в Литва:
- Латвийски университет (на латвийски: Latvijas Universitate) – основан през 1919 г.; с 30 000 обучаващи се,
- Латвийски земеделски университет

- Медицинска академия
- Технически университет Рига
- Институт по транспорт и телекомуникации
- Университет Страдина
- Академия по педагогика и образователен мениджмънт
- Бизнес училище Рига (част от Технически университет Рига)
- Стокхолмско висше училище по икономика
- Институт по банкиране
- Латвийска театрална академия
- Латвийска консерватория
- Латвийска академия за култура
- Латвийска спортна академия
- Лавийска полицейска академия
- Латвийска военноморска академия
- Висше правно училище
- Висше училище по психология

## Забележителности
Храмове:
- Катедралата в Рига, най-голямата църква в Балтийския регион. Построена е още през 13 век, но впоследствие претърпява доста значителни промени. Органът в църквата е от 1844.
- Рижката православна катедрала
- Църквата „Свети Петър“, чиято камбанария е 123,35 метра висока и на върха ѝ има златно петле ветропоказател
- Църквата „Свети Йон“, построена през 13 век, намира се зад „Свети Петър“

Музеи:
- Замъкът Рига (на латвийски: Rīgas Pils), в който се помещава Музеят на латвийската история и Музеят за чуждо изкуство.
- Кулата Пулвер (на латвийски: Pulvertonis), единствената отбранителна кула, останала от оригиналните защитни стени. Латвийският военен музей се намира в кулата
- Сградата на латвийския парламент Сейма
- Етнографският открит музей (на латвийски: Brīvdabas Muzejs), който включва множество сгради показващи животът в Латвия преди векове. Намира се до езерото Югла.

Музеят на пожарната служба разполага с много образци на пожарогасителна техника от разни периоди от историята на Рига.
- Латвийският музей на окупацията, поддържащ богат архив от документи от превземането и последвалата окупация от Съветския съюз в периода 1940 – 1991.
- Национален исторически музей
- Природонаучен музей
- Еврейски музей
- Автомобилният музей (на латвийски: Motormuzejs) – колекция от ретро мотоциклети и автомобили, включително и едни от най-първите в страната, както и реставрирани коли от Съветския период: бронираните лимузини на Леонид Брежнев и Сталин.

Архитектура:
- Небостъргачът Саулес Акменс (на латвийски: Saules Akmens) (буквално: Слъчев камък) – най-високият небостъргач в Балтийските страни с обща височина от 123 метра.
- Ар Нуво архитектурата в район Централна Рига.
- Улици: Алберта лела, Стрелниеку лела и Елизабетес лела
- Къщата на Черноглавците – напълно възстановена в периода 1995 – 1999
- Тримата братя – три от най-старите къщи в Рига; построени са точно една до друга
- Къщата на котката – къща с фигура на котка на един от заострените върхове на покрива
- Радио и телевизионната кула в Рига – третата по-височина кула в Европа.
- Латвийската национална опера
- Латвийският народен театър
- Латвийският университет
- Дворец на културата и науката

Паметници:
- Статуята на Ролан – генеративен образ на рицаря от Средновековието
- Статуята на Свободата
- Паметник на латвийските стрелци
- Статуята на Улуг Бег

Други:
- Зоологическата градина в Рига и Горският парк (на латвийски: Mežaparks).
- Рижкият цирк – единственият постоянен цирк в Балтика.
- Центъра за пазаруване Домина – най-големият комплекс от магазини в целия Балтийски регион.
- Център за отдих Лидо, намиращ се на 10 минути от центъра.

## Известни личности
Родени в Рига
- Сергей Айзенщайн (1898 – 1948) – руски режисьор
- Якоб Дейвис (1831 – 1908) – американски изобретател
- Михайл Баришников (р. 1948) – балетист и актьор
- Исая Берлин (1909 – 1997) – философ
- Андрис Биедринш (р. 1986) – баскетболист
- Давид Йеронимус Гриндел (1776 – 1836) – първият латвийски учен
- Валдис Домбровскис (р. 1971) – политик
- Фридрих Зандер (1887 – 1933) – изобретател и ракетен инженер
- Валдис Затлерс (р. 1955) – политик
- Артурс Ирбе (р. 1967) – латвийски хокеист (вратар)
- Гидон Кремер (р. 1945) – латвийски цигулар
- Янис Лусис (р. 1939) – олимпийски шампион по хвърляне на копие от Мексико 1968
- Вера Мухина (1889 – 1953) – съветски скулптор, спасила от унищожение Рижката статуя на Свободата
- Арон Нимцович (1886 – 1935) – датски шахматист и шахматен експерт
- Ирина Одоевцева (1895 – 1990) – руска поетеса
- Вилхелм Оствалд (1853 – 1932) – германски химик
- Раймондс Паулс (р. 1936) – латвийски композитор
- Базилиус Плиниус (1540 – 1605) – поет и физик
- Михаил Тал (1936 – 1992) – шахматист
- Лайла Фрайвалдс (р. 1942) – шведски политик, няколко пъти министър
- Алесандър Чакс (1901 – 1950) – латвийски поет
- Алексей Широв (р. 1972) – шахматист
- Марис Янсонс (р. 1943) – латвийски диригент

Починали в Рига
- Ойген д'Албер (1864 – 1932) – британски композитор
- Борис Барнет (1902 – 1965) – руски режисьор
- Йохан Кристоф Броце (1742 – 1823) – немски историк, изучавал историята на Балтийския регион
- епископ Алберт Буксхувден (1165 – 1229) – основател на Рига
- Николас Молинес (1550 – 1635) – първият печатар на книги в Латвия

Други личности, свързани с Рига
- Рихард Вагнер (1813 – 1883) – немски композитор, в периода 1837 – 1839 е директор на Рижкия немски театър
- Иван VI (1740 – 1764) – император на Русия, затворник в града през 1741 – 1744
- Карл Густав Йохман (1789 – 1830) – немски публицист
- Георг Фридрих Фердинанд Купхаулт (1853 – 1938) – немски градостроител, създал някои от най-известните паркове в Рига
- Йохан Готфрид фон Хердер – (1744 – 1803) – немски философ, преподавал в Рига през 1764 – 1769

## Побратимени градове
Рига е побратимен с общо 31 града от 24 страни, като 12 са столични градове.
| Алмати, Казакстан       | Амстердам, Холандия   | Астана, Казакстан    | Бордо, Франция      |
| Бремен, Германия        | Варшава, Полша        | Вилнюс, Литва        | Далас, САЩ          |
| Кале, Франция           | Кернс, Австралия      | Киев, Украйна        | Кобе, Япония        |
| Минск, Беларус          | Москва, Русия         | Норчьопинг, Швеция   | Олбор, Дания        |
| Пекин, Китай            | Пори, Финландия       | Провидънс, САЩ       | Рощок, Германия     |
| Санкт Петербург, Русия: | Сантяго де Чиле, Чили | Слау, Великобритания | Стокхолм, Швеция    |
| Суджоу, Китай           | Тайпе, Тайван         | Талин, Естония       | Ташкент, Узбекистан |
| Тарту, Естония          | Тбилиси, Грузия       | Флоренция, Италия    |                     |